# Ciara (álbum)
Ciara é o quinto álbum de estúdio e homónimo da artista norte-americana, lançado a 5 de Julho de 2013 pela Epic Records. Originalmente denominado como One Woman Army, é o primeiro lançamento sob o contrato com a sua nova editora discográfica, após as queixas da cantora sobre a falta de suporte dado pela sua antiga entidade Jive Records durante a promoção de Fantasy Ride e Basic Instinct. Para o seu quinto projecto de originais, Ciara trabalhou com o seu mentor e amigo L.A. Reid, também presidente da Epic, que também é creditado pela descoberta da artista em 2003, juntamente pela assinatura contratual com a LaFace Records que lançou o seu trabalho de estreia, Goodies, em 2004. 
"Body Party" foi o primeiro single a ser lançado em 8 de março de 2013. "I'm Out", com Nicki Minaj, foi o segundo single, e estreou online em 22 de maio de 2013.

## Desempenho comercial
Ciara estreou em segundo lugar na parada Billboard 200 dos EUA, vendendo 59.000 cópias em sua primeira semana, sendo o quarto álbum de Ciara a ficar entre os três primeiros da parada da Billboard.

## Alinhamento de faixas
A lista de faixas que compõe o disco foi revelado pela própria cantora a 15 de Abril de 2013.
| N.º | Título                           | Compositor(es) | Produtor(es)               | Duração |  |
| 1.  | "I'm Out" (com Nicki Minaj)      | Theron Thomas, Timothy Thomas | Planet VI, The Co-Captains | 3:59    |  |
| 2.  | "Sophomore"                      | Kenneth Coby | Soundz                     | 3:43    |  |
| 3.  | "Body Party"                     | Ciara Harris, Nayvadius Wilburn, Jasper Cameron, Michael Williams, Pierre Ramon Slaughter, Carlton Mahone, Rodney Terry                                         | Mike Will Made It          | 3:57    |  |
| 4.  | "Keep on Lookin'"                | Theron Thomas, Timothy Thomas | Cam Wallace                | 3:18    |  |
| 5.  | "Read My Lips"                   | Rodney Jerkins, Harris, Olivia Waithe | Darkchild                  | 4:08    |  |
| 6.  | "Where You Go" (com Future)      | | Mike Will Made It          | 3:44    |  |
| 7.  | "Super Turnt Up" (com Ciara)     | Harris, Cameron | Harris, Cameron            | 4:28    |  |
| 8.  | "DUI"                            | Coby, Chris Llewellyn, Brian Cohen, Sean Fenton | Soundz, The Rockstarz      | 4:35    |  |
| 9.  | "Livin' It Up" (com Nicki Minaj) | Hurby Azor, Robert L. Beavers, Dernst Emile II, Diana Eve Paris Gordon, Harris, Jack C. Hill, Eric M. Johnson, Peter Joyner, Christopher P. Reid, Dennis Taylor | D'Mile                     | 3:45    |  |
| 10. | "Overdose"                       | Josh Abraham, Oliver Goldstein, Ali Tamposi, Waithe | Abraham, Oligee            | 3:47    |  |

| Faixas bónus na iTunes Store |                 | |               |         |  |
| N.º                          | Título          | Compositor(es)                                                                                                 | Produtor(es)  | Duração |  |
| 11.                          | "Backseat Love" | Michael Jiminez, Harvey Mason, Jr., Damon Thomas, Darius Logan, Dominque Logan, Jeannine Sharp, Steven Russell | The Underdogs |         |  |

| Faixas bónus na Alemanha e Reino Unido |                                           |                                                              |              |         |  |
| N.º                                    | Título                                    | Compositor(es)                                               | Produtor(es) | Duração |  |
| 11.                                    | "Body Party" (Remix) (com B.o.B e Future) | Harris, Wilburn, Cameron, Williams, Slaughter, Mahone, Terry |              | 3:57    |  |

| Faixas bónus na Target / Japão |                                           |                                                                |                       |         |  |
| N.º                            | Título                                    | Compositor(es)                                                 | Produtor(es)          | Duração |  |
| 11.                            | "Body Party" (Remix) (com B.o.B e Future) | Harris, Wilburn, Cameron, Williams, Slaughter, Mahone, Terry   |                       | 3:57    |  |
| 12.                            | "Boy Outta Here" (com Rick Ross)          | Coby, Harris, Mason, Jr., Blake Reynolds, Thomas               | The Underdogs         |         |  |
| 13.                            | "One Night with You"                      | Harris, Mason, Jr., Jiminez, Alexander Palmer, Russell, Thomas | The Underdogs & Fuego |         |  |

Créditos de demonstrações
- "Body Party" contém interpolações de "My Boo" interpretada por Ghost Town DJ's, e escrita por Carlton Mahone e Rodney Terry.[13]
- "Livin' It Up" contém interpolações de "Rollin' with Kid 'N Play" por Kid 'n Play.[14]

## Histórico de lançamento
| País           | Data               | Formato              | Editora discográfica |
| -------------- | ------------------ | -------------------- | -------------------- |
| Alemanha       | 5 de Julho de 2013 | CD, descarga digital | Sony Music           |
| Austrália      | 5 de Julho de 2013 | CD, descarga digital | Sony Music           |
| Portugal       | 8 de Julho de 2013 | CD, descarga digital | Epic                 |
| Reino Unido    | 8 de Julho de 2013 | CD, descarga digital | Epic                 |
| Estados Unidos | 9 de Julho de 2013 | CD, descarga digital | Epic                 |